# Will Arnett

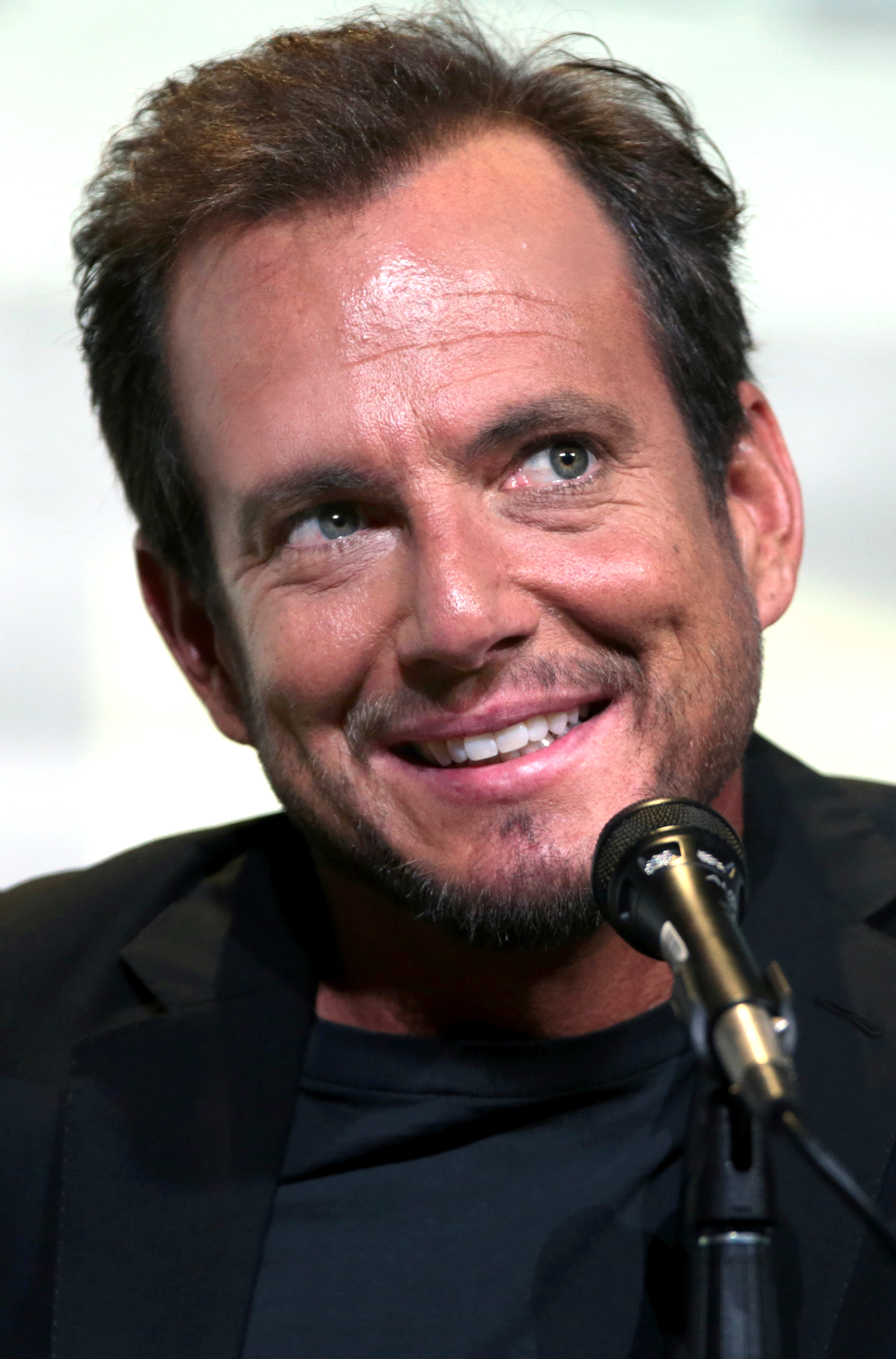
Will Arnett (2016)

William „Will“ Emerson Arnett (* 4. Mai 1970 in Toronto, Ontario) ist ein kanadischer Schauspieler.

## Leben
Sein Schauspieldebüt gab er 1996 in dem Film Close Up. Es folgten verschiedene Nebenrollen sowie Gastauftritte in Fernsehserien wie Sex and the City, Third Watch – Einsatz am Limit und 30 Rock. Der Durchbruch gelang ihm mit einer Hauptrolle in der Serie Arrested Development, die er von 2003 bis 2006 spielte. Im Mai 2013 kehrte die Serie beim Video-on-Demand-Anbieter Netflix für 15 neue Episoden zurück, in denen er seine Rolle wieder aufnahm. Für die Rolle wurde er 2006 für den Emmy nominiert. Er ist auch als Sprecher für Trick- bzw. Animationsfilme tätig, so übernahm er etwa eine Sprechrolle in Ice Age 2 – Jetzt taut’s. Weitere Hauptrollen in Fernsehserien hatte er von 2010 bis 2011 in Running Wilde und von 2011 bis 2012 in Up All Night inne. Von 2013 bis 2014 war er in der CBS-Sitcom The Millers als Nathan Miller neben Margo Martindale und Beau Bridges zu sehen, welche allerdings nach nur 2 Staffeln wieder eingestellt wurde. In der Netflix-Animationsserie BoJack Horseman spricht er seit 2014 im Original die titelgebende Hauptrolle. Seit 2016 spielt er eine weitere Hauptrolle in einer Netflix-Original-Serie namens Flaked.
Will Arnett war zwei Mal verheiratet. Seine erste Ehe mit der Schauspielerin Penelope Ann Miller hielt von 1994 bis 1995. Seit 2003 war er mit Amy Poehler verheiratet, die ebenfalls als Schauspielerin tätig ist. Aus der Ehe gingen zwei Söhne hervor. Im September 2012 gab das Paar seine Trennung bekannt; 2016 folgte die Scheidung.

## Filmografie (Auswahl)
- 1996: Am Anfang war es Liebe (Ed’s Next Move)
- 1998: Southie – Terror in South Boston (Southie)
- 2002: Die Sopranos (The Sopranos, Fernsehserie, 2 Folgen)
- 2003–2006, 2013, 2018: Arrested Development (Fernsehserie, 68 Folgen)
- 2005: Das Schwiegermonster (Monster-in-Law)
- 2006: Ice Age 2 – Jetzt taut’s (Ice Age: The Meltdown, Stimme)
- 2006: Ab in den Knast (Let’s Go to Prison)
- 2006: Die Chaoscamper (RV: Runaway Vacation)
- 2007: Die Eisprinzen (Blades of Glory)
- 2007: Death Proof – Todsicher (Grindhouse, Stimme)
- 2007: Ratatouille (Stimme)
- 2007: Die Solomon Brüder (The Brothers Solomon)
- 2007: The Comebacks
- 2007: Hot Rod – Mit Vollgas durch die Hölle (Hot Rod)
- 2008: Horton hört ein Hu! (Horton Hears a Who!)
- 2008: Semi-Pro
- 2008–2013: 30 Rock (Fernsehserie, 9 Folgen)
- 2009: The Rocker – Voll der (S)Hit (The Rocker)
- 2009: G-Force – Agenten mit Biss (G-Force)
- 2010: Jonah Hex
- 2010: When in Rome – Fünf Männer sind vier zuviel (When in Rome)
- 2010–2011: Running Wilde (Fernsehserie, 13 Folgen)
- 2011–2012: Up All Night (Fernsehserie, 35 Folgen)
- 2012: Men in Black 3
- 2013–2015: The Millers (Fernsehserie, 34 Folgen)
- 2014: The LEGO Movie (Stimme von Batman)
- 2014: Teenage Mutant Ninja Turtles
- 2014–2020: BoJack Horseman (Webserie, Stimme von BoJack Horseman)
- 2016: Teenage Mutant Ninja Turtles: Out of the Shadows
- 2016–2017: Flaked (Fernsehserie)
- 2017: The LEGO Batman Movie (Stimme von Batman)
- 2017–2019: Eine Reihe betrüblicher Ereignisse (A Series of Unfortunate Events, Fernsehserie)
- 2018: Show Dogs – Agenten auf vier Pfoten (Show Dogs)
- 2019: The LEGO Movie 2 (The LEGO Movie 2: The Second Part, Stimme von Batman)
- 2020, 2022: The Masked Singer (Fernsehsendung, Gastjuror Folgen 3x09, Gastauftritt 8x01)
- 2021: Rumble – Winnie rockt die Monster-Liga (Rumble, Stimme)
- 2021: Muppets Haunted Mansion
- 2022: Murderville (Fernsehserie, 6 Folgen)
- 2022: Chip und Chap: Die Ritter des Rechts (Chip ‘n’ Dale: Rescue Rangers, Stimme von Sweet Peet)
- 2022: Our Flag Means Death (Fernsehserie)
- 2023: Next Goal Wins
- seit 2023: Twisted Metal (Fernsehserie, Stimme)